# Electra (álbum)
Electra é o quarto álbum da cantora brasileira Alice Caymmi, lançado em 27 de maio de 2019. Foi produzido pela própria Alice com DJ Zé Pedro, que a ajudou a escolher o repertório, e gravado em apenas dois dias.

## Antecedentes e divulgação
O álbum tem Alice cantando sozinha e acompanhada por um piano. A primeira vez que a cantora se apresentou neste formato foi em agosto de 2014, quando realizou um espetáculo denominado "Um Piano Bar no Inferno" com Helio Flanders.
Exatos quatro anos depois, ela repetiria o formato em um show realizado em Salvador, Bahia, com o nome "Para minha tia Nana", devido ao fato de boa parte do repertório consistir em canções da carreira de Nana Caymmi, sua tia. Na época desses shows, ela já anunciava a intenção de lançar um disco de voz e piano.
Sobre o clima geral do disco, ela declarou em uma entrevista ter comentado com o produtor DJ Zé Pedro que ela "não estava com clima para fazer disco ou show dançante no momento atual do Brasil."
Para promover Electra, a cantora estreou em junho um espetáculo com direção de Paulo Borges e figurino de Alexandre Herchcovitch cuja estética reproduz a que foi utilizada no clipe de "Diplomacia", divulgado no dia 24 de maio. O show foi dividido em três atos: "Tragédia", "Revolução" e "Futuro".

## Conceito
Neste trabalho Alice evoca o trágico mito grego Electra, princesa de Micenas, filha de Agamemnon e Clitemnestra. A capa do álbum apresenta Alice de cabeça raspada, em chamas e com uma adaga em mãos, representando o mito.
Sobre o simbolismo em volta da obra, a cantora afirmou:
| “ | É uma ruptura, uma curva de risco. A vida mudou totalmente e o meu trabalho também. O disco anterior era um mergulho fundo no pop e era verdadeiro também, claro, mas as coisas mudaram. E eu sou assim, intempestuosa [sic] e rápida. | ” |

Quanto à transformação desde o último disco até este, ela diz:
| “ | Me transformei como indivíduo independente, e superei questões. Em vez de negar, quis tratar desses assuntos. Parti da minha crise para falar da crise ética e moral do mundo. O disco trata de violência. | ” |

## Recepção da crítica
| Críticas profissionais | Críticas profissionais |
| Avaliações da crítica  | Avaliações da crítica  |
| Fonte                  | Avaliação              |
| ---------------------- | ---------------------- |
| Mauro Ferreira         | [ 5 ]                  |
| Miojo Indie            | [ 6 ]                  |
| Folha de S.Paulo       | [ 11 ]                 |

Escrevendo em seu blog no G1, Mauro Ferreira afirmou que "Alice Caymmi enfia a faca no peito de repertório que sangra feridas abertas(...) sem exagerar no drama do teatro de músicas como 'Medo'" e disse ainda que a cantora o faz "com segurança vocal que a põe em primeiro plano no time de cantoras da geração 2010 da música brasileira". Ele finalizou chamando Electra de "surpreendente, não exatamente na forma e tampouco no impacto, (...) mas na atitude da cantora."
O fundador do Miojo Indie, Cleber Facchi, criticou em sua análise aspectos como o "falso" sotaque português em "Medo" e a maneira como "Me Deixa Mudo" "parece romper com a atmosfera densa que orienta a experiência do ouvinte durante toda a execução da obra, gerando um propositado desconforto". Contudo, ele afirmou que "cada fragmento do disco sintetiza a capacidade da artista em fazer de versos assinados por diferentes compositores a base para um registro particular, sempre doloroso" e que "sobrevive no minimalismo dos arranjos e repertório pouco convencional a passagem para uma obra maior e mais complexa a cada nova audição".
Para Thales de Menezes, da Folha de S.Paulo, o disco passa a sensação de ser a evolução de Rainha dos Raios (2014) devido ao fato de em ambos haver "uma forte inventividade na recriação de canções de outros autores." Ele também destacou o fato do repertório privilegiar canções não muito conhecidas de artistas consagrados e elogiou o trabalho de Itamar: "(...) tece uma base impecável para o repertório. Suas escolhas são fundamentais para provar como Caymmi é uma cantora diferenciada na nova geração." Thales finalizou dizendo que "'Electra' não deve inibir seu lado compositora, mas é um disco de intérprete que mostra como está acima da média do que se canta no Brasil hoje."

## Faixas
| N.º            | Título                | Compositor(es)                    | Duração |  |
| 1.             | "De Qualquer Maneira" | Candeia                           | 3:27    |  |
| 2.             | "Diplomacia"          | Maysa                             | 2:11    |  |
| 3.             | "Areia Fina"          | Lucas Vasconcellos                | 3:17    |  |
| 4.             | "Mãe Solteira"        | Elton Medeiros Tom Zé             | 3:49    |  |
| 5.             | "Medo"                | Reinaldo Ferreira                 | 2:17    |  |
| 6.             | "Fracassos"           | Fagner                            | 5:17    |  |
| 7.             | "Pelo Amor de Deus"   | Tim Maia                          | 3:26    |  |
| 8.             | "Pedra Falsa"         | Paulo César Pinheiro Mauro Duarte | 4:00    |  |
| 9.             | "Me Deixa Mudo"       | Walter Franco                     | 1:32    |  |
| 10.            | "Aperta Outro"        | Danilo Caymmi Ana Terra           | 3:23    |  |
| Duração total: | Duração total:        | Duração total:                    | 32:39   |  |

## Créditos
Segundo post no Instagram oficial da cantora
- Alice Caymmi - vocais, produção, arranjos, idealização
- Itamar Assiere - piano, arranjos
- DJ Zé Pedro - produção, direção artística
- Rodrigo "Funai" Costa - gravação e mixagem
- Alejandra Luciani - gravação
- Ricardo Garcia - masterização
- Eduardo Dugois - direção de arte
- Gustavo Zylbersztajn - foto
- Paulo Martinez - styling
- Cris Biato - maquiagem
- Casé Assessoria - comunicação
- Wes Mariano - mídias sociais
- Talita Morais e Rainha dos Raios - produção executiva